# Caracasi metró
A caracasi metróhálózat (Metro de Caracas) Venezuela fővárosának egyik tömegközlekedési lehetősége. A hálózatot az állami kézben lévő Compañía Anónima Metro de Caracas üzemelteti 1977 óta. A cég alapítója José González-Lander, aki a projekt 1960-as évekbeli elindításától három évtizedig vezette a vállalkozást.

## A caracasi metró vonalai
| Vonal               | Végállomások                   | Táv     | Állomások száma | Megjegyzés |
| ------------------- | ------------------------------ | ------- | --------------- | --- |
| 1-es (narancssárga) | Propatria ↔ Palo Verde         | 20,4 km | 22              | Az eredeti 8 állomásos 1983. január 3-án kezdte meg működését. Azóta háromszor újították fel, legutóbb 1989-ben. Az egyes vonal az egyetlen, ahol felújításokat végeztek.                                 |
| 2-es (zöld)         | El Silencio ↔ Zoológico        | 18,6 km | 11              | 1987. október 4-én nyílt meg, azóta az El Silencióig elér. |
| 3-as (kék)          | Plaza Venezuela ↔ La Rinconada | 10,4 km | 9               | Az eredeti metróvonal 1994. december 18-án indult, Plaza Venezuela és El Valle között járt. 2006-ban részlegesen kiterjesztették, és La Rinconada lett a végállomás. A vonal 2010-ben lett teljesen kész. |
| 4-es (piros)        | Las Adjuntas ↔ Zona Rental     | 23,1 km | 14              | Mivel szinte mindenhol átszállási lehetőség van a 2-es vonalhoz, az üzemeltetők nem tesznek különbséget a két vonal között, azt leszámítva, hogy mások a végállomások.                                    |

## Incidensek
- 2007. július 30-án egy ember meghalt és 11 megsérült egy ütközés során. A baleset 9:09-kor történt, amikor egy Propatria felé haladó szerelvény megállt a megállóban, és az utána érkező szerelvény nekiütközött. Sokat vitatkoznak azon, mi lehetett a baleset oka, sokan úgy vélik, a La Hoyada állomás irányítóterméből nem kapcsolták be a közeledő vonat automatikus fékezési rendszerét, aminek meg kell történnie, ha két vonat túl közel kerül egymáshoz. A metró 24 éves történetének ez volt az első balesete.
- 2010. november 12-én 33 tüntetőt tartóztattak le a Propatria állomás előtt. A demonstrálók a metró egyre romló állapota miatt tüntettek.[3]

## Kapcsolódód szócikkek
- Tömegközlekedés